# 盧布林省 (1837)
盧布林省（俄语：Люблинская губерния）是波蘭會議王國的東南部一個省，相等於今日波蘭東部。建於1837年。面積14,789.4平方俄里（約16,900平方公里），1897年人口1,160,662人。首府盧布林。